# Syvalion
Syvalion (サイバリオン?, Saibarion) è un videogioco arcade sviluppato nel 1988 da Taito. Ideato da Fukio Mitsuji, il titolo ha ricevuto conversioni per Sharp X68000 e Super Nintendo Entertainment System.
È stato incluso nella collezione Taito Legends 2 pubblicata nel 2006 per PlayStation 2.

## Trama
In un futuro lontano, la razza aliena dei Varia vuole invadere la Terra e trasformare gli umani in robot. L'eroe dovrà rubare la navicella Syvalion e impedire la distruzione del suo pianeta.

## Modalità di gioco
Il giocatore, tramite una trackball, pilota un'astronave dorato a forma di dragone attraverso cinque livelli. Sono inclusi in due selezionabili modalità: "Basic Series", fungente da tutorial per il giocatore, e "Real Combat Series", la ufficiale dove gli schemi dei livelli stessi potrebbero cambiare.
Durante l'esplorazione dei livelli, il dragone deve raggiungere la fine entro il tempo limite e senza esaurire tutte le vite a disposizione. I mezzi spaziali nemici possono essere attaccati con il soffio infuocato, che ha una barra dedicata che si svuota man mano che viene utilizzato, ma si ricarica una volta terminato l'attacco. Muovendosi velocemente, la barra del fuoco si ricarica più rapidamente. Tale soffio non solo li elimina, ma può anche respingere o temporaneamente interrompere i loro attacchi. Le fiamme sono inefficaci contro alcuni protetti da uno scudo, per cui vanno solamente evitati. Alla fine di ciascuno scenario, il dragone deve affrontare un boss che deve essere sconfitto per concludere il livello e passare a quello successivo.
I punti vengono accumulati punti eliminando i nemici, i quali rilasceranno sfere arancioni, che, se raccolte, ne conferiscono il doppio. Il punteggio bonus di fine livello è ottenibile senza subire danni, e varia in base al tempo di completamento: meno tempo viene impiegato, più punti extra si ricevono.

## Camei
Nella conversione per X68000 di Bubble Bobble è possibile accedere a Sybubblun, un clone del videogioco con i personaggi di Syvalion. Il dragone appare anche come boss in Dariusburst.